# Торговое представительство США
Торговое представительство США (англ. United States Trade Representative; USTR — Управление торгового представителя США, Управление представителя США на торговых переговорах, Торговое представительство США) — правительственное агентство (министерство) США, занимающееся разработкой Торгового законодательства США, составлением двухсторонних и многосторонних торговых соглашений, координацией внешнеторговой политики. Является частью Исполнительного офиса Президента США.
Основано в 1962 году под названием Office of the Special Trade Representative в рамках Trade Expansion Act of 1962. Штаб-квартира расположена в Вашингтоне, округ Колумбия, дополнительные офисы находятся в Женеве и Брюсселе.

## Специальный отчёт 301
Торговое представительство США издает ежегодный Специальный отчёт 301 (список 301). Этот список включает в себя страны, не обеспечивающие адекватную и эффективную правовую охрану интеллектуальной собственности.

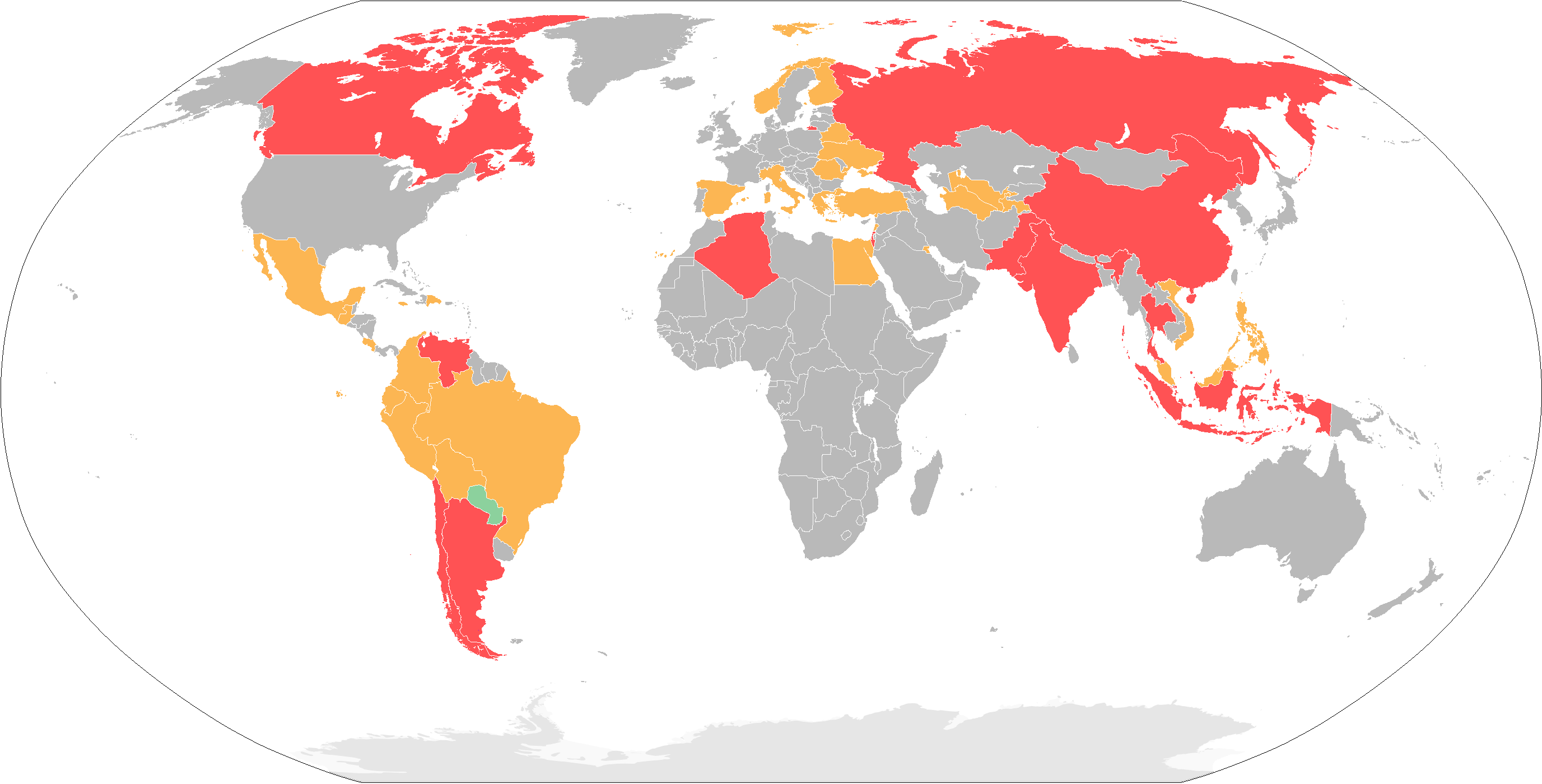
Страны списка 301 на 2011 год.
Priority Watch List
Watch List
Section 306 Monitoring
Status Pending

В 2012 году в список Priority Watch List вошли 13 стран: Алжир, Аргентина, Канада, Чили, Китай, Индия, Индонезия, Израиль, Пакистан, Россия, Таиланд, Украина, Венесуэла.

## Список торговых представителей США
| Фотография | Торговый представитель   | Годы          | Кем утвержден            |
| ---------- | ------------------------ | ------------- | ------------------------ |
|            | Кристиан Гертер          | 1962 — 1966   | Джон Кеннеди             |
|            | Уильям Рот               | 1967 — 1969   | Линдон Джонсон           |
|            | Карл Гилберт             | 1969 — 1971   | Ричард Никсон            |
|            | Уильям Эберли            | 1971 — 1975   | Ричард Никсон            |
|            | Фредерик Дент            | 1975 — 1977   | Джеральд Форд            |
|            | Роберт Шварц Страусс     | 1977 — 1979   | Джимми Картер            |
|            | Рубин Аскью              | 1979 — 1981   | Джимми Картер            |
|            | Билл Брок                | 1981 — 1985   | Рональд Рейган           |
|            | Клейтон Йитер            | 1985 — 1989   | Рональд Рейган           |
|            | Карла Хиллс              | 1989 — 1993   | Джордж Герберт Уокер Буш |
|            | Микки Кантор             | 1993 — 1997   | Билл Клинтон             |
|            | Шарлин Баршефски         | 1997 — 2001   | Билл Клинтон             |
|            | Роберт Брюс Зеллик       | 2001 — 2005   | Джордж Уокер Буш         |
|            | Роб Портман              | 2005 — 2006   | Джордж Уокер Буш         |
|            | Сьюзан Шваб              | 2006 — 2009   | Джордж Уокер Буш         |
|            | Рон Кёрк                 | 2009 — 2013   | Барак Обама              |
|            | и. о. Димитриос Марантис | март—май 2013 | Барак Обама              |
|            | и. о. Мириам Сапиро      | май—июнь 2013 | Барак Обама              |
|            | Майкл Фроман             | 2013 — 2017   | Барак Обама              |
|            | и. о. Мария Пэган        | 2017 — 2017   | Дональд Трамп            |
|            | Роберт Лайтхайзер        | 2017 — 2021   | Дональд Трамп            |
|            | Кэтрин Тай               | 2021 — 2025   | Джо Байден               |
|            | Джеймисон Грир           | 2025 —        | Дональд Трамп            |